# Občina Turnišče
Občina Turnišče [óbčina túrnišče] je ena od občin v Republiki Sloveniji.
V občini je obrat Tovarne obutve Planika, ki je še edini delujoč del nekdaj močne obutvene industrije. Obrat je združil tradicionalno čevljarsko obrt in industrijsko proizvodnjo.

## Grb  občine Turnišče
Emblem, ki se koristi kot občinski grb je zlatoobrobljen ščit na katerega zelenem polju je prikazano zlato okno, dva žitna klasa, škarje, koža in podkev.

## Naselja v občini
Gomilica, Nedelica, Renkovci, Turnišče.